# Алименков, Иван Никонорович
Ива́н Никоно́рович Алиме́нков (1923 — 2 октября 1943) — участник Великой Отечественной войны, помощник командира взвода разведывательной роты 7-й гвардейской механизированной бригады 3-го гвардейского механизированного корпуса 47-й армии Воронежского фронта. Герой Советского Союза (3.06.1944), гвардии старший сержант.

## Биография
Родился в 1923 году в крестьянской семье. По национальности русский. Получил среднее образование.
В 1941 году призван в ряды Красной армии. Принимал участие в боях на Западном фронте, в Сталинградской битве, освобождении Украины.
В конце сентября 1943 года в группе бойцов одним из первых форсировал Днепр в районе города Канев, собрал и передал командованию важные разведданные об обороне противника. 2 октября 1943 года в бою около села Бобрица Каневского района Киевской (ныне Черкасской) области погиб.

Указом Президиума Верховного Совета СССР от 3 июня 1944 года
за образцовое выполнение боевых заданий Командования на фронте борьбы с немецкими захватчиками и проявленные при этом отвагу и геройство

 гвардии старшему сержанту Алименкову Ивану Никоноровичу посмертно присвоено звание Героя Советского Союза.
Похоронен в селе Бобрица Черкасского района Черкасской области Украины.

## Награды
- Медаль «Золотая Звезда» Героя Советского Союза
- Орден Ленина
- Орден Отечественной войны II степени
- Медали, в том числе:
  - Медаль «За отвагу»

## Память
- Похоронен в братской могиле в селе Бобрица Каневского района Черкасской области.
- Навечно зачислен в списки воинской части.